# 130 Batalion Obsługi Lotnisk
130 Batalion Obsługi Lotnisk (130 bol) – pododdział wojsk lotniczych ludowego Wojska Polskiego.
Batalion wchodził w skład 7 Rejonu Baz Lotniczych. Etat 015/343 przewidywał 44 oficerów, 76 podoficerów i 188 szeregowych. 
W listopadzie 1944 roku batalion stacjonował na lotnisku Mokre i obsługiwał 17 samodzielny pułk lotnictwa łącznikowego.
Na dzień 1 maja 1945 roku w jednostce było 32 oficerów, 76 podoficerów i 154 szeregowych.
Jesienią 1945 roku 130 batalion obsługi lotnisk przemianowano na 4 batalion obsługi lotnisk. W grudniu 1946 roku batalion rozwiązano.

## Struktura organizacyjna
- dowództwo i sztabu
- sekcja zaopatrzenia technicznego
- sekcja intendentury
- sekcja uzbrojenia i amunicji
- sekcja finansowa
- kompania łączności
- kompania samochodowa
- kompania ochrony lotniska
- sekcja meteorologiczna
- służba sanitarna
- sekcja żywnościowa
- sekcja materiałów